# Irmina Popławska
Irmina Józefa Popławska (ur. 25 września 1911 w Ostrowcu Świętokrzyskim, zm. 20 stycznia 2008) – tenisistka polska.
Przed II wojną światową broniła barw AZS Lublin, po wojnie Piasta Gliwice. W latach 1947–1951 zajmowała w rankingu Polskiego Związku Tenisowego 2. miejsce, za Jadwigą Jędrzejowską. W 1948 w Szczecinie wygrała jedyny raz w karierze mistrzostwa Polski w grze pojedynczej, pokonując w finale M. Rudowską 6:4, 6:3. Była w finałach singla także w 1947 i 1950. Ponadto trzykrotnie była mistrzynią Polski w deblu (dwukrotnie w parze z Jędrzejowską) oraz trzykrotnie finalistką międzynarodowych mistrzostw Polski. W 1955 z Janem Chytrowskim została międzynarodową mistrzynią Rumunii w grze mieszanej (w finale z Verheim i Caralulisem 7:5, 6:4).
Karierę zawodniczą zakończyła po odniesionej kontuzji w 1957. Pozostała związana z tenisem jako trenerka sekcji w Piaście Gliwice (którą współtworzyła po wojnie wraz z mężem Leonardem Popławskim, zm. 1970). Jej córka Krystyna (po mężu Łyżwińska, ur. 1941) była akademicką mistrzynią Polski (zięć Ireneusz Łyżwiński zdobył drużynowe mistrzostwo Polski w barwach Piasta).